# Im Auge des Wolfes
Im Auge des Wolfes (Originaltitel: Braqueurs) ist ein französischer Action-Thriller aus dem Jahr 2015, bei dem Julien Leclercq Regie führte und das Drehbuch schrieb. Der Film handelt von einer Pariser Diebesbande unter der Leitung von Yanis Zeri (Sami Bouajila), die sich auf gut geplante Raubüberfälle auf gepanzerte Lastwagen spezialisiert hat. Obwohl Yanis es geschafft hat, jahrelang als Berufsverbrecher durch eine Kombination aus seinen ausgeklügelten Operationen, seinem unauffälligen, bescheidenen Lebensstil und seiner Konzentration auf das, was das Team gut kann, zu überleben, zwingt der Anführer der Bande die Crew zu einem gefährlichen Raubüberfall auf eine Heroinlieferung, nachdem sein jüngerer Bruder Amine nach einem kürzlichen Raubüberfall einen schweren Fehler begeht, der sie mit einer Drogenbande verstrickt.

## Handlung
Yanis Zeri ist der Anführer einer erfolgreichen Pariser Raubbande, die sich auf den Überfall auf gepanzerte Lastwagen spezialisiert hat. Die Crew besteht aus seinem treuen Freund Nasser, Frank (dem Freund seiner Schwester Nora) und seinem jüngeren Bruder Amine. Yanis genießt es, komplizierte Raubüberfälle zu planen und auszuführen. Anstatt mit seinem Reichtum zu protzen oder luxuriös zu leben, lebt er einfach und wäscht das Geld, das er verdient, durch die Geschäfte von Freunden und Familienmitgliedern. Als Yanis einen Sprengstoffexperten für einen großen Job braucht, stellt Nasser ihm Eric vor, einen erfahrenen jungen Mann, den Nasser im Gefängnis kennengelernt hat. Obwohl Eric OxyContin gegen die Schmerzen einer früheren Explosionswunde nimmt, besteht Nasser darauf, dass die Gruppe ihm vertrauen kann.
Amine hat eine bescheiden bezahlte Rolle in der Crew als Fahrer, von der er findet, dass sie ihm nicht genug Geld einbringt. Als Amine nach einem Raubüberfall die Aufgabe hat, alle Waffen in einen Fluss zu entsorgen, behält er eine Pistole, um sie zu verkaufen. Als Amine die Pistole an einen Drogendealer aus dem Slum verkauft, wird die Waffe von der Polizei als eine der Waffen aus dem Raubüberfall identifiziert und der Dealer bekommt eine 10-jährige Haftstrafe. Der Anführer der Drogenbande, Salif, bedroht Yanis' Schwester und besteht darauf, dass Yanis sich bei Salif für die Inhaftierung seines Dealers revanchiert, indem er einen Raubüberfall auf eine aus Belgien kommende Heroinlieferung durchführt.
Yanis und seine Crew fangen das Heroin ab, aber Nasser wird bei einem Schusswechsel getötet. Yanis und Eric liefern die Drogen schließlich an Salif, doch die Übergabe artet in eine Schießerei aus. Als Yanis bemerkt, dass Salif Yanis' Mutter und Erics Freundin als Geiseln genommen hat, rettet Yanis seine Mutter und tötet Salif, doch als Eric seine Wohnung erreicht, muss er feststellen, dass seine Freundin bereits getötet wurde.
Als die Polizei Salifs Wohnung umstellt, wird Amine verhaftet. Yanis bereitet die Flucht seiner Familie auf dem Seeweg nach Casablanca vor und beauftragt seinen Anwalt, sein Vermögen nach Marokko zu überweisen und ihm mitzuteilen, wann sein Bruder aus seiner Arrestzelle verlegt wird. Yanis und seine Leute überfallen den Polizeiwagen und fliehen mit Amine, aber als sie in ein Parkhaus kommen, um ihr Fluchtfahrzeug zu benutzen, eröffnet die Polizei das Feuer und es kommt zu einer Schießerei. Yanis gibt Feuerschutz, damit Amine und Eric im Parkhaus vor der Polizei fliehen können. Die beiden steigen in einen abfahrenden Stadtbus und beobachten, wie Yanis langsam aus dem Parkhaus läuft, wo er von einem jungen Polizisten erschossen wird. Der Film endet mit der Ankunft von Amine und Eric in einem marokkanischen Hafen auf einem alten Fischerboot.

## Kritiken
John DeFore von The Hollywood Reporter nennt ihn einen „besseren als durchschnittlichen Cops-und-Räuber-Film, der von der unaufdringlichen Coolness seines Hauptdarstellers getragen wird“, und obwohl er „nicht auf das Top-Niveau seines Genres aufsteigt, liefert er genug Vergnügen und Haltung, um Fans der gallischen Post-Besson-Action zufriedenzustellen.“